# ウヨン
ウヨン（英: Wooyoung、朝: 우영、1989年4月30日 - ）は、韓国の歌手である。アイドルグループ2PMのメンバー。JYPエンターテインメント所属。本名はチャン・ウヨン（朝: 장우영、漢: 張祐榮、英: Jang Wooyoung）。

## プロフィール
- 血液型：B型
- 身長：178cm 体重：65kg
- ポジション：サブボーカル、メインダンサー
- 趣味：音楽鑑賞、インターネット、LPコレクター
- 特技：ダンス
- 家族：両親・姉
- メンバーカラー：日本では「ブルー」、韓国では「イエロー」
- 2009年に湖原(ホウォン)大学校 放送芸能科に合格。(チャンソンは同大学の同級生、ジュノは先輩になる)
- 世宗大学校大学院 映画芸術学部

## 来歴
2007年MGoon's JYP オーディションで5000人の候補者の中で1位を獲得し、練習生になる。そのオーディションには女性アイドルグループKARAのク・ハラ、男性アイドルグループB2ST(BEAST)のユン・ドゥジュンも受けていた。ウヨンはメンバーの中で、デビューするまでの練習生だった期間が一番短い。

## ディスコグラフィ

### シングル
|   | リリース日   | タイトル | 規格品番 | 最高位 |
| - | ------------ | -------- | --- | ------ |
| 1 | 2015年3月4日 | R.O.S.E  | ESCL-4401 (完全生産限定盤:CD) ESCL-4402 ～ ESCL-4403 (初回生産限定盤A:CD+DVD) ESCL-4404 ～ ESCL-4405 (初回生産限定盤B:CD+DVD) ESCL-4406 (通常盤:CD) | 5位    |

### ミニ・アルバム
|   | リリース日     | タイトル       | 規格品番 | 最高位 |
| - | -------------- | -------------- | --- | ------ |
| 1 | 2017年4月19日  | Party Shots    | ESCL-4850 ～ ESCL-4851 (初回生産限定盤A:CD+DVD) ESCL-4852 (初回生産限定盤B:CD) ESCL-4853 (通常盤:CD) ESJL-3090 (完全生産限定盤-アナログ盤:CD) | 2位    |
| 2 | 2017年10月11日 | まだ僕は・・・ | ESCL-4934 ～ ESCL-4935 (初回生産限定盤A:CD+DVD) ESCL-4936 (初回生産限定盤B:CD) ESCL-4937 (通常盤:CD)                                          | 2位    |

### DVD・Blu-ray
- 2015年8月19日 WOOYOUNG (From 2PM) Japan Premium Showcase Tour 2015 “R.O.S.E”
- 2018年2月28日 WOOYOUNG (From 2PM) Solo Tour 2017 "Party Shots" in MAKUHARI MESSE
- 2018年9月26日 WOOYOUNG (From 2PM) Solo Tour 2017 “まだ僕は・・・” in 日本武道館

## エピソード
ウヨンはダンス・歌だけでなく、音楽番組の司会・バラエティーなどをこなす。
- 歌

2PMのほぼ全ての曲の歌いだし（いわゆるAメロ）を任せられている。また、2009年9月にリーダー・ジェボムが脱退してからは、彼の代わりにサビを歌う役割をすることがある。
- ダンス

ダンススタイルは主にHip-Hop。幼稚園の頃から歌手になりたかったが、マイケル・ジャクソンのミュージックビデオを見て衝撃を受けて以来、ダンサーになろうと決意する。通っていたダンススクールでは、長年スクールに通っている生徒とダンスバトルで互角以上に戦ったり、自ら振付をして他の生徒に教えていた。
- バラエティー

Mnetの番組「Wild Bunny」の中でウヨンは呪怨の俊雄をコンセプトに白塗り姿を披露。
また、同番組の中で、2PMテギョン、チャンソン、2AMチョ・グォン、スロンと共に女性アイドルグループBrown Eyed Girlsのヒット曲「Abracadabra」のパロディーミュージックビデオを作った。
「私たち結婚しました」通称「ウギョル」に女優のパク・セヨンと仮想夫婦として出演。
- ドラマ

2011年1月、KBSドラマ「Dream High」にテギョンと共に出演
- 広報大使

2009年6月5日、シム・ウンギョン、チョン・ノミンと共に、ソウル国際青少年映画祭の広報大使に選ばれた。
- 司会

2009年8月、SBSの音楽番組「人気歌謡」のMCに2PMのテギョンと共に抜擢。
2010年2月、KBSトークショー「승승장구」の補助MC。

## 評価
2010年1月5日、プロデューサーであるパク・ジニョンはKBS 2TVの番組に出演した際、「2PMで一番期待しているメンバーは?」と司会者に聞かれ「ウヨン」と答えた。